# 安迪·萨默斯
安迪·詹姆斯·薩默斯（英語：Andrew James Summers，1942年12月31日—）是一位英國吉他手，曾是搖滾樂隊警察乐队的成員。2003年，他作為樂隊成員入選了摇滚名人堂。在個人領域外，薩默斯錄製了個人專輯與其他音樂家合作，並創作了電影配樂、畫廊展出了他的攝影作品等。

## 外部連結
- 官方网站
- The Police official site （页面存档备份，存于）
- Circa Zero official website （页面存档备份，存于）
- Interview: "Andy Summers: The Blessing and The Curse" - Rockerzine.com 2015 （页面存档备份，存于）
- BBC interview with Andy Summers including audio （页面存档备份，存于）
- Book Review of Andy Summers' One Train Later （页面存档备份，存于）
- Police Guitarist Andy Summers to Release Short Story Debut, 'Fretted and Moaning' （页面存档备份，存于）
- 安迪·萨默斯在互联网电影资料库（IMDb）上的資料（英文）